# Paul Gullander
Paul Gullander, född 16 juni 1863 i Gullåkra i Brågarps församling i Skåne, död 6 juni 1925 i Nye församling, var en svensk präst och missionär. 

## Biografi
Paul Gullander föddes 1863 som det yngsta barnet av sex syskon i en allmogefamilj. Efter folkskolan flyttade han till Lund och fick där privatundervisning av en gymnasist vid Katedralskolan. När Gullander var 19 år gammal öppnade han en skobutik i Lund, men den var inte lönsam utan innebar en stor ekonomisk förlust. Han började då istället resa runt i västra Skåne och predika och sälja böcker. Hösten 1887 emigrerade Gullander till USA, där hans två bröder redan bodde. I Chicago tog han 1891 examen vid den svenska avdelningen vid Chicago Theological Seminary. 
År 1892 blev han utsänd till Sydafrika för att missionera. Han fick i Swaziland börja arbeta som sekreterare till en pastor. Där träffade han sophiasystern Augusta Eleonora Hultberg som han gifte sig med. Tillsammans fick det en son. Ungefär ett år efter deras giftermål dog hustrun oväntat. Han reste då tillbaka till Sverige med sitt barn för att lämna över det till sina svärföräldrar som var bosatta i Ängelholm. Från Sverige reste han tillbaka till USA där han fortsatte med sina studie i teologi. Efter att han hade tagit examen vid Augustana College på Rock Island återvände han till Lund. Där samlade han ihop pengar tillsammans med Lunds Missonär Samfund med målet att återigen kunna resa till Sydafrika för att predika. Han hade vid denna tid en bra relation med Gottfried Warholm, vilket också var en av dem som gjorde det möjligt för honom att resa till Afrika. År 1898 anlände han till Transvaal och ledde den första svenska högmässan någonsin där. 
Efter att andra boerkriget bröt ut reste han tillbaka till Skåne men efter en kort tid återvände han till USA. Där började han hjälpa till med en församlingsturné hos skandinaver som hade emigrerat till USA. Han sålde då totalt 4000 exemplar av sin bok Missionens värkliga betydelse eller betalar den sig : samt Boerkriget och Christian de Wet. År 1903 fick han pastoralt ansvar för den svenska lutherska kyrkan i Farmersville, Illinois. 
År 1905 gifte sig Gullander en andra gång med Ester Elvira Werner och tillsammans fick de en dotter och en son. Gullanders son i första giftet hade dött i Sverige vid åtta års ålder. Efter olika tjänster i USA återvände Gullander till Sverige och blev 1919 komminister i Skirö och Nye församlingar.
Vid sin död 1925 var han frånskild sedan några år tillbaka.